# Finale della Coppa Libertadores 2022
La finale della 63ª edizione della Coppa Libertadores si è disputata sabato 29 ottobre 2022 allo Stadio Monumental Isidro Romero Carbo di Guayaquil, in Ecuador, tra i brasiliani del Flamengo e dell'Athl. Paranaense. Ad imporsi è stato il Flamengo, che ha battuto per 1-0 l'Athl. Paranaense.
La vincitrice si è qualificata alla Coppa del mondo per club FIFA 2022 e alla Recopa Sudamericana 2023 (quest'ultima contro la vincente della Coppa Sudamericana 2022).

## Le squadre
| Squadre          | Partecipazioni precedenti (il grassetto indica la vittoria) |
| ---------------- | ----------------------------------------------------------- |
| Flamengo         | 3 (1981, 2019, 2021)                                        |
| Athl. Paranaense | 1 (2005)                                                    |

## Sede
Il 13 maggio 2021 la CONMEBOL ha scelto come sede della finale lo Stadio Monumental Isidro Romero Carbo di Guayaquil.

## Il cammino verso la finale
Note: In ogni risultato sottostante, il punteggio della squadra di casa è menzionato per primo.
| Squadra              | P  | G | V | N | P | GF | GS | DR |
| -------------------- | -- | - | - | - | - | -- | -- | -- |
| Flamengo             | 16 | 6 | 5 | 1 | 0 | 15 | 6  | +9 |
| Talleres (C)         | 11 | 6 | 3 | 2 | 1 | 6  | 5  | +1 |
| Universidad Católica | 4  | 6 | 1 | 1 | 4 | 5  | 10 | -5 |
| Sporting Cristal     | 2  | 6 | 0 | 2 | 4 | 3  | 8  | -5 |

| Squadra          | P  | G | V | N | P | GF | GS | DR |
| ---------------- | -- | - | - | - | - | -- | -- | -- |
| Libertad         | 10 | 6 | 3 | 1 | 2 | 8  | 6  | +2 |
| Athl. Paranaense | 10 | 6 | 3 | 1 | 2 | 8  | 7  | +1 |
| The Strongest    | 6  | 6 | 1 | 3 | 2 | 8  | 7  | +1 |
| Caracas          | 6  | 6 | 1 | 3 | 2 | 4  | 8  | -4 |

## Tabellino
| Arbitro: | Patricio Loustau |

|                  |           |  |
| 99' Soviero rig. | Marcatori |  |

| Flamengo | Athl. Paranaense |

### Formazioni
| P              | 1  | Santos                  |     |     |
| D              | 22 | Rodinei                 |     |     |
| D              | 23 | David Luiz              |     |     |
| D              | 4  | Léo Pereira             |     |     |
| D              | 16 | Filipe Luís             |     | 20’ |
| C              | 8  | Thiago Maia             |     | 71’ |
| C              | 7  | Éverton Ribeiro         |     |     |
| C              | 35 | João Gomes              |     |     |
| C              | 14 | Giorgian De Arrascaeta  | 68’ | 84’ |
| A              | 9  | Gabriel Barbosa         |     | 84’ |
| A              | 21 | Pedro                   |     |     |
| Panchina:      |    |                         |     |     |
| P              | 1  | Diego Alves             |     |     |
| D              | 15 | Fabrício Bruno          |     |     |
| D              | 26 | Ayrton Lucas            |     | 20’ |
| D              | 30 | Pablo Nascimento Castro |     |     |
| D              | 34 | Matheuzinho             |     |     |
| C              | 2  | Erick Pulgar            |     |     |
| C              | 5  | Arturo Vidal            | 75’ | 71’ |
| C              | 10 | Diego                   |     |     |
| C              | 29 | Victor Hugo             |     | 84’ |
| C              | 42 | Matheus França          |     |     |
| A              | 18 | Everton                 |     | 84’ |
| A              | 31 | Marinho                 |     |     |
| Allenatore:    |    |                         |     |     |
| Dorival Júnior |    |                         |     |     |

| P                   | 1  | Bento                |          |     |
| D                   | 13 | Khellven             |          |     |
| D                   | 34 | Pedro Henrique       | 28’, 43’ |     |
| D                   | 44 | Thiago Heleno        |          |     |
| D                   | 16 | Abner Vinicius       |          |     |
| C                   | 50 | Fernandinho          |          |     |
| C                   | 17 | Hugo Moura           |          | 75’ |
| C                   | 38 | Alex Santana         | 43’      | 46’ |
| C                   | 8  | Vitor Bueno          |          | 57’ |
| A                   | 11 | Vitinho              |          | 57’ |
| A                   | 27 | Vitor Roque          |          | 65’ |
| Panchina:           |    |                      |          |     |
| P                   | 12 | Anderson             |          |     |
| D                   | 22 | Nicolás Hernández    |          |     |
| D                   | 24 | Luis Manuel Orejuela |          |     |
| D                   | 42 | Matheus Felipe       |          | 46’ |
| D                   | 48 | Pedrinho             |          |     |
| C                   | 18 | Léo Cittadini        |          |     |
| C                   | 26 | Erick                |          |     |
| C                   | 28 | Tomás Cuello         |          |     |
| A                   | 5  | Pablo                |          | 65’ |
| A                   | 9  | Agustín Canobbio     |          | 57’ |
| A                   | 20 | David Terans         |          | 75’ |
| A                   | 35 | Rômulo               | 43’      | 73’ |
| Allenatore:         |    |                      |          |     |
| Luiz Felipe Scolari |    |                      |          |     |